# Дев'ятнадцята поправка до Конституції США

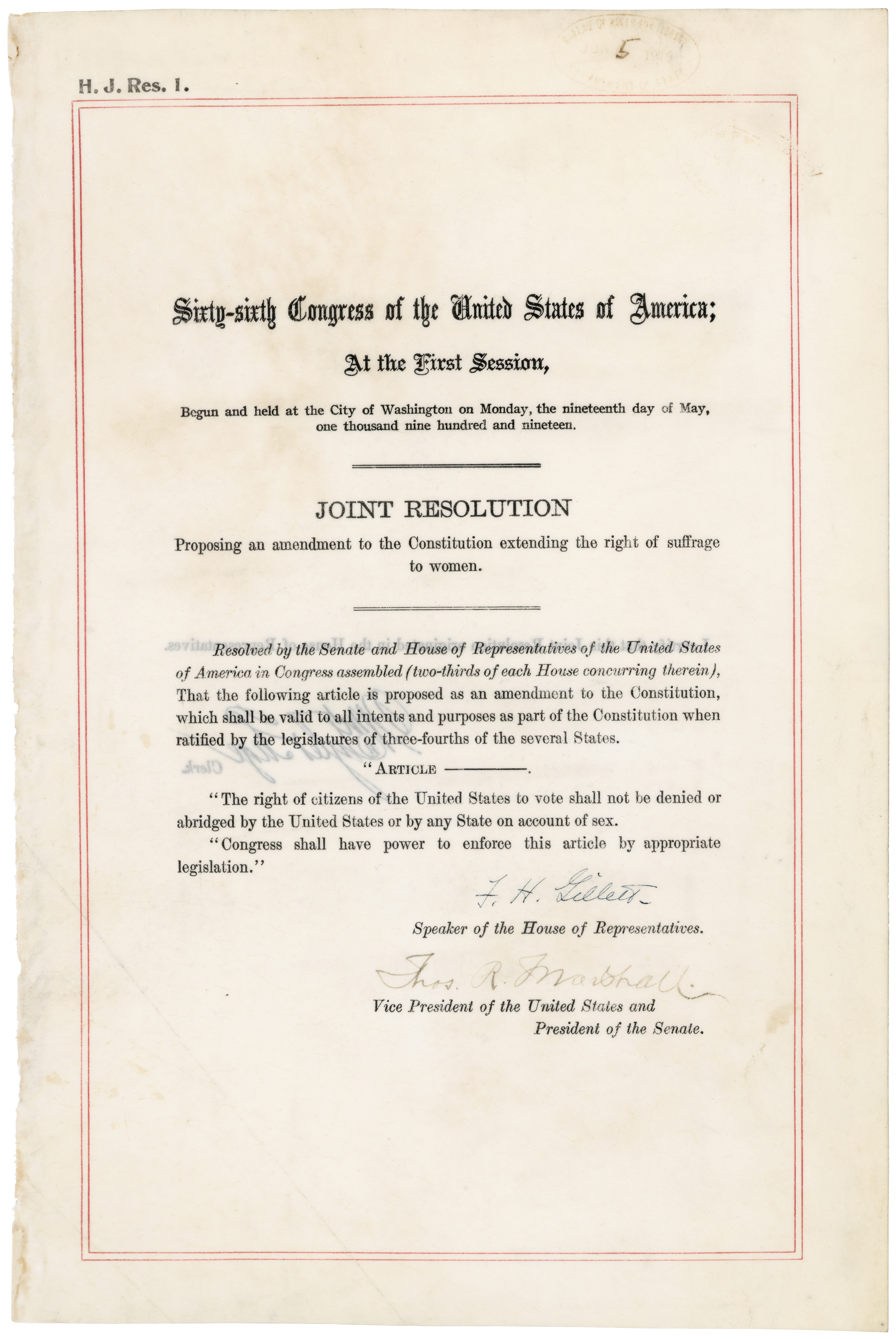
Оригінал дев'ятнадцятої поправки

Дев'ятнадцята поправка до Конституції США (англ. Nineteenth Amendment to the United States Constitution), ухвалена Конгресом 18 серпня 1920 року, надала американським жінкам безумовне право голосу на території усієї федерації. Незважаючи на те, що за своїм змістом поправка стосувалася лише активного виборчого права, у США як країні прецедентного права вона справила великий вплив і на розширення решти політичних прав і свобод жінок. 19-та поправка була однією з головних демократичних реформ в історії США. Віха в історії суфражизму та жіночого виборчого права.

## Текст
| Виборчі права громадян Сполучених Штатів не повинні відбиратися чи обмежуватися Сполученими Штатами або окремими штатами на підставі належності до певної статі. Конгрес має право забезпечувати виконання цієї поправки відповідним законодавством. Оригінальний текст (англ.) [ The right of citizens of the United States to vote shall not be denied or abridged by the United States or by any State on account of sex. Congress shall have power to enforce this article by appropriate legislation. ] Помилка: {{Lang}}: текст вже має курсивний шрифт (допомога) |

## Передісторія

Право голосу жінок напередодні ухвалення 19-ї поправки (1920 рік)
Повне активне виборче право
Права голосу на виборах Президента США
Право участі в попередніх виборах (праймеріз)
Право голосу на місцевих виборах
Окремі виборчі права
Право голосу на місцевих виборах в окремих містах
Право участі в попередніх виборах в окремих містах
Немає права голосу

Конституція США від 17 вересня 1787 року не містила конкретних положень щодо обмеження виборчих прав жінок, проте протягом десятиліть жінкам не вдавалося реалізувати право ані обирати, ані бути обраними.
Перші спроби американських жінок здобути однакове з чоловіками активне виборче право простежуються вже 1848 року, коли Елізабет Кеді Стентон, реформаторка, активістка скасування рабства, феміністка та прихильниця сухого закону, організувала у місті Сенека-Фоллз, штат Нью-Йорк, громадські збори задля обговорення прав жінок. Багато спостерігачів піднімали на глум її вимогу права голосу для жінок. До початку ХХ століття ця вимога стала центральним пунктом усього жіночого руху.
Першим суб’єктом федерації, що наділив жінок правом голосу, стала територія Вайомінг 10 грудня 1869 року. За період від 1893 до 1896 рік повне виборче право було надано жінкам 4-х західних штатів. Проте з 1896 до 1910 року жоден новий штат не проголосував за право голосу для жінок і лише в 6 штатах були проведені референдуми з цього приводу.
Найбільших досягнень у питанні зрівняння жінок та чоловіків у виборчих правах на рівні штатів було досягнуто у розпал Прогресивної ери між 1910 та 1914 роками, коли ще 8 штатів ухвалили відповідні рішення. На початок президентства Вудро Вільсона жінки, обрані здебільшого чоловіками, засідали в законодавчих органах низки штатів, було створено широкий багатоспектральний рух, що мав головною метою подальший розвиток завоювань на політичній ниві, включаючи головне ― здобуття права голосу для жінок по всій Америці.

## Ухвалення
Голосування в Конгресі щодо конституційної поправки, яка б закріпила активне виборче право для жінок на національному рівні, провалилися з чималим розривом 1914, 1915 і 1916 року. Першого разу поправка зазнала поразки в Сенаті з 34 голосами "за" і 35 "проти". 1915 і 1916 року її було відхилено у Палаті представників з результатом 174 до 207 та 174 до 204 відповідно.
10 січня 1918 року президент Вілсон формально заявив про свою підтримку федеральної поправки щодо права голосу для жінок. Наступного дня Палата представників ухвалила поправку 274 голосами проти 136, набравши необхідну більшість у дві третини. Проте серія невдалих голосувань у Сенаті затримала її прийняття ще на рік. У червні 1919 року поправку було нарешті ухвалено Конгресом і у серпні 1920 року, після ратифікації трьома чвертями штатів, вона набула чинності.